# I Repubblicani (Francia)
I Repubblicani (in francese Les Républicains, LR) è un partito politico francese di centro-destra e di destra fondato nel 2015 da Nicolas Sarkozy, come successore dell'Unione per un Movimento Popolare (UMP).

## Storia

### Fondazione

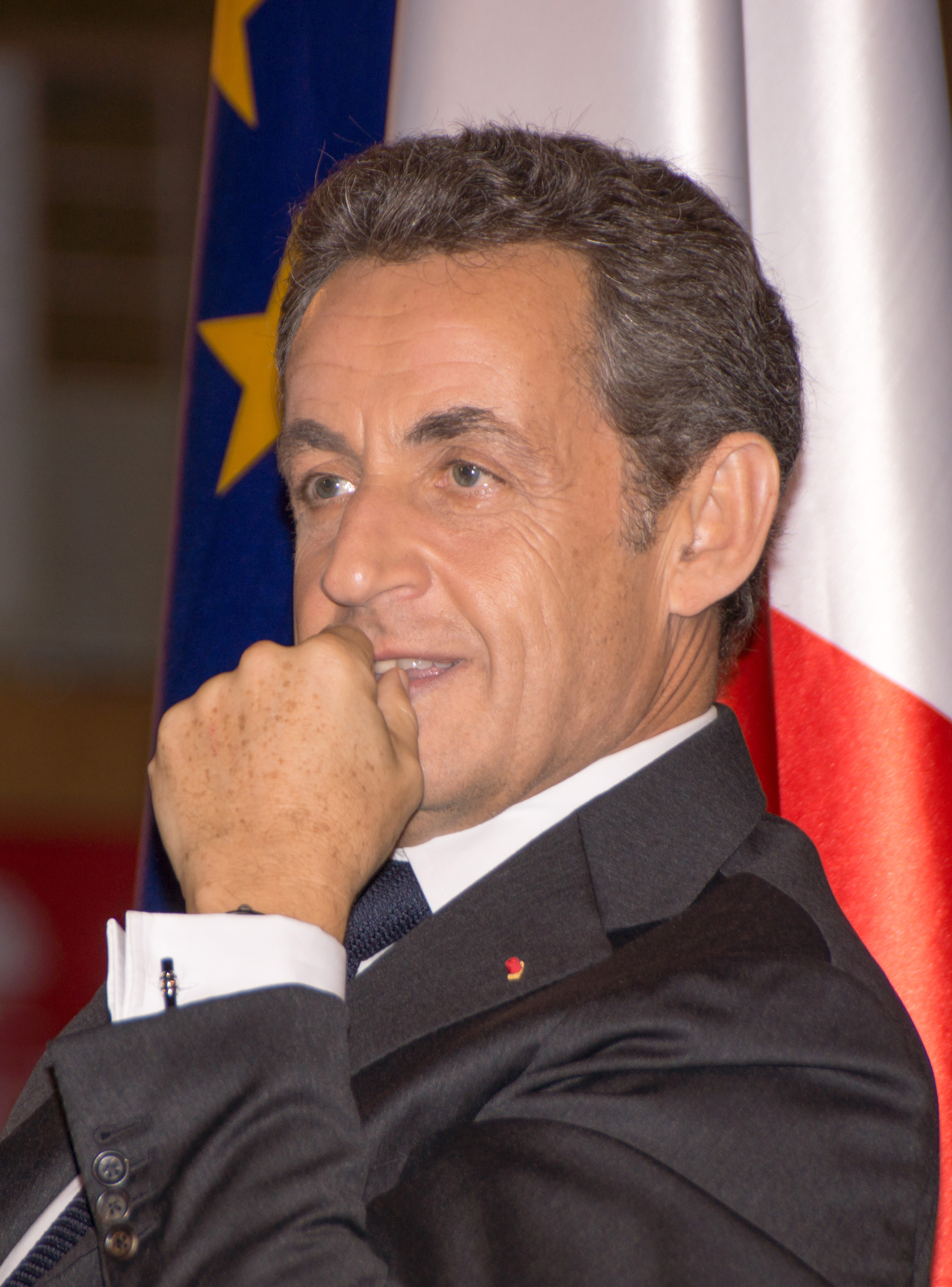
Nicolas Sarkozy, fondatore e presidente del partito (2015–2016). Presidente della Repubblica francese (2007–2012)

L'ultimo partito erede del gollismo, l'Unione per un Movimento Popolare decise il cambio del nome e dello statuto, proposto dal leader e già presidente della Repubblica francese Nicolas Sarkozy, durante la campagna per la presidenza del partito nel 2014.
Il 14 aprile 2015 la vicepresidente dell'UMP Nathalie Kosciusko-Morizet propone a Sarkozy e all'ufficio politico del partito il progetto dei nuovi statuti, che prevede l'elezione dei presidenti delle federazioni dipartimentali a suffragio diretto, la fine delle correnti e la consultazione degli aderenti sulle investiture elettorali. Il nuovo nome è stato adottato dall'ufficio politico il 5 maggio e approvato dagli aderenti con una consultazione online il 28 maggio, con l'83,28% di sì ed un tasso di partecipazione del 45,74%. Allo stesso modo sono stati approvati i nuovi statuti (con il 96,34% di voti favorevoli) e il nuovo ufficio politico (con il 94,77%).
Il cambiamento del nome dell'UMP in "I Repubblicani" è infine stato ufficializzato durante il congresso del 30 maggio 2015 svoltosi alla Porte de la Villette, a Parigi, a cui hanno partecipato circa 10.000 militanti. Al congresso è stato inviato anche un messaggio di auguri da parte della cancelliera tedesca Angela Merkel.

### Le elezioni presidenziali
Il 23 agosto 2016 Nicolas Sarkozy si dimette da presidente del partito per potersi candidare alle elezioni primarie del centro-destra per le elezioni presidenziali del 2017. A sostituirlo sarà Laurent Wauquiez, già vicepresidente del partito stesso.
Candidato alla presidenza della repubblica, dopo le primarie, viene designato François Fillon, che al primo turno nell'aprile 2017 giunge terzo con il 20,01%: è la prima volta che un candidato di destra gollista non va al ballottaggio nella storia della Quinta Repubblica. Alle Legislative, il partito continua a flettere, ottenendo 112 seggi all'Assemblea Nazionale, 3.573.427 voti al primo turno e 4.040.203 voti al secondo, nonostante la perdita di ben 87 seggi e il crollo del sostegno popolare dal 38% al 15-22%.
Dopo un risultato alle elezioni europee del 2019 storicamente basso in tutta la storia del Gollismo (8,5%), Laurent Wauquiez annuncia il 2 giugno 2019 le sue dimissioni dalla presidenza. Parecchi sindaci della formazione di centro-destra, specialmente del dipartimento Hauts-de-Seine – l'ex feudo elettorale di Nicolas Sarkozy –, annunciano il giorno dopo che abbandonano il partito.
Una ripresa avviene nelle elezioni per il Senato francese del 2020, dove i Repubblicani hanno ottenuto, con 148 seggi, la maggioranza relativa. Nelle elezioni regionali del 2021, il partito è riuscito a mantenere le 4 presidenze uscenti delle regioni.

### Il minimo storico e la scissione
Alle elezioni presidenziali del 2022 candida Valérie Pécresse che alle primarie del partito del dicembre 2021 aveva superato Eric Ciotti. Al primo turno del 10 aprile 2022, ottiene solo il 4,79% dei voti, minimo storico per il movimento neogollista, e non raggiunge il ballottaggio. Nel giugno 2022 il presidente del partito Christian Jacob si dimette e in dicembre viene eletto Eric Ciotti.
In seguito alla elezioni europee del 2024 e al successivo scioglimento delle camere da parte del presidente Emmanuel Macron, Éric Ciotti ha dichiarato che Les Républicains si sarebbero alleati con il Rassemblement National, provocando una profonda spaccatura nel partito. Destituito durante una riunione straordinaria dell'ufficio politico, Ciotti è stato sostituito ad interim da Annie Genevard e François-Xavier Bellamy. Ciotti ha fatto ricorso al tribunale francese, che sospende la sua destituzione, in attesa di entrare nel merito.
Alle elezioni legislative in Francia del 2024 La Commissione nazionale d'investitura di LR presenta candidati in circa 400 collegi e ottiene il 6,57% dei voti, mentre Ciotti, con il suo A Droite! si presenta in 62 collegi , e ottiene il 3,90%. LR al secondo turno conquista 39 seggi, mentre Ciotti 17.
Nel settembre dello stesso anno il républicain Michel Barnier viene nominato primo ministro di un governo di minoranza che vede il partito alleato con la coalizione centrista del presidente Emmanuel Macron, Ensemble.

## Critiche al nome
Il nuovo nome scelto da Sarkozy ha suscitato molte critiche da parte dei suoi rivali di sinistra ma anche all'interno del suo stesso partito. Le maggiori critiche hanno riguardato il fatto che il partito abbia fatto suo il nome "Repubblicani" quando invece la République è un bene comune e tutti i francesi sono repubblicani, come dice l'art. 1 della Costituzione. Altre critiche hanno invece riguardato il carattere troppo filo-americano del nome, per un partito che si definisce gollista. Sarkozy ha dovuto anche affrontare una battaglia legale per la denuncia da parte di quattro associazioni di sinistra e 143 cittadini con lo scopo di impedire l'utilizzo del nome "I Repubblicani", riuscendo comunque a vincere la causa e a farsi riconoscere il diritto di utilizzare quel nome per il nuovo partito.

## Scissioni
- 2017 – Agir
- 2024 – Unione delle Destre per la Repubblica

## Struttura

### Presidenti
| Ritratto | Presidente                    | Mandato          | Mandato           | Note |
| --- | ----------------------------- | ---------------- | ----------------- | --- |
| | Nicolas Sarkozy               | 30 maggio 2015   | 23 agosto 2016    | Ex Presidente della Repubblica. Presidente dell'UMP dal 2004 al 2007 e dal 2014 al 2015. Si è dimesso dopo aver annunciato la sua candidatura alle primarie francesi di destra e di centro del 2016. |
| | Laurent Wauquiez (ad interim) | 23 agosto 2016   | 29 novembre 2016  | Vicepresidente delegato del partito, succede ad interim a Nicolas Sarkozy. Deputato e Presidente del Consiglio regionale dell'Alvernia-Rodano-Alpi. |
| Vacanza della presidenza dal 29 novembre 2016 al 10 dicembre 2017. A capo del partito vi sono il candidato alla presidenza, François Fillon, e poi il segretario generale, Bernard Accoyer. |                               |                  |                   | |
| | Laurent Wauquiez              | 10 dicembre 2017 | 2 giugno 2019     | Presidente del Consiglio regionale dell'Alvernia-Rodano-Alpi. È stato eletto presidente al primo turno del Congresso dei Repubblicani del 2017 il 10 dicembre 2017, contro Florence Portelli e Maël de Calan. Si è dimesso dopo la sconfitta della destra alle elezioni europee del 2019 in Francia.                                                     |
| | Jean Leonetti (ad interim)    | 2 giugno 2019    | 13 ottobre 2019   | Vicepresidente aggiunto del partito, succede ad interim a Laurent Wauquiez. |
| | Christian Jacob               | 13 ottobre 2019  | 30 giugno 2022    | Presidente del gruppo I Repubblicani all'Assemblea nazionale. È stato eletto presidente al primo turno del congresso il 13 ottobre 2019, contro Julien Aubert e Guillaume Larrivé. |
| Annie Genevard | Annie Genevard (ad interim)   | 30 giugno 2022   | 11 dicembre 2022  | Vicepresidente del partito, succede ad interim a Christian Jacob. |
| Éric Ciotti | Éric Ciotti                   | 11 dicembre 2022 | 30 settembre 2024 | Deputato, eletto al congresso del 2022, contro Bruno Retailleau e Aurélien Pradié. Contestato internamente per la sua alleanza con il RN durante le elezioni legislative anticipate del 2024, si è dimesso dall'incarico e ha lasciato il partito il 30 settembre 2024 dopo aver creato un gruppo dissidente all'Assemblea nazionale e un nuovo partito. |
| Direzione collegiale (François-Xavier Bellamy, Annie Genevard, Michèle Tabarot, Daniel Fasquelle)                                                                                           |                               |                  |                   | |
| Bruno Retailleau | Bruno Retailleau              | 18 maggio 2025   | in corso          | Ministro di Stato dal 23 dicembre 2024 e ministro dell'interno dal 21 settembre 2024. |

### Vicepresidenti aggiunti
| Ritratto                   | Vicepresidente             | Mandato          | Mandato          | Note |
| -------------------------- | -------------------------- | ---------------- | ---------------- | --- |
| Nathalie Kosciusko-Morizet | Nathalie Kosciusko-Morizet | 30 maggio 2015   | 15 dicembre 2015 | Nominata da Nicolas Sarkozy, è stata estromessa dalla leadership a causa della sua posizione contraria alla politica elettorale del partito per il secondo turno delle elezioni regionali del 2015.                                                                                             |
| Laurent Wauquiez           | Laurent Wauquiez           | 15 dicembre 2015 | 10 dicembre 2017 | Nominato da Nicolas Sarkozy. Ha ricoperto la carica di presidente ad interim durante le primarie francesi di destra e di centro del 2016. È stato eletto presidente del partito il 10 dicembre 2017.                                                                                            |
|                            | Virginie Calmels           | 13 dicembre 2017 | 17 giugno 2018   | Nominata da Laurent Wauquiez. È limitata a causa delle sue posizioni contrarie. |
| Jean Leonetti              | Jean Leonetti              | 17 giugno 2018   | 23 ottobre 2019  | Ha ricoperto la carica di presidente ad interim dal 2 giugno al 13 ottobre 2019, in seguito alle dimissioni di Laurent Wauquiez. |
| Guillaume Peltier          | Guillaume Peltier          | 23 ottobre 2019  | 6 luglio 2021    | Nominato vicepresidente aggiunto da Christian Jacob. È stato declassato al rango di vicepresidente semplice il 6 luglio 2021, poi il 7 dicembre 2021 è stato rimosso dall'incarico da Christian Jacob dopo un tweet in cui si chiedeva "come rimanere insensibili" al discorso di Éric Zemmour. |
| Annie Genevard             | Annie Genevard             | 6 luglio 2021    | 18 gennaio 2023  | Nominata vicepresidente aggiunto da Christian Jacob. In tale veste, assumerà la presidenza ad interim dal 4 luglio 2022, in seguito alle dimissioni. |
|                            | Aurélien Pradié            | 18 gennaio 2023  | 18 febbraio 2023 | Nominato vicepresidente esecutivo da Éric Ciotti. Fu destituito da questo incarico un mese dopo a seguito della sua intransigente opposizione alla riforma delle pensioni, sostenuta dalla direzione del partito.                                                                               |
|                            | François-Xavier Bellamy    | 18 gennaio 2023  | in carica        | Nominato vicepresidente esecutivo da Éric Ciotti. È stato riconfermato in questa posizione da Bruno Retailleau. |

### Segretari generali
| Ritratto        | Segretario generale | Mandato          | Mandato          | Note |
| --------------- | ------------------- | ---------------- | ---------------- | --- |
|                 | Laurent Wauquiez    | 30 maggio 2015   | 15 dicembre 2015 | Segretario generale dell'UMP dal dicembre 2014, ha mantenuto lo stesso incarico alla fondazione del partito. Deputato ed ex ministro.                                                                                |
|                 | Éric Woerth         | 15 dicembre 2015 | 29 novembre 2016 | Nominato da Nicolas Sarkozy alla fine del 2015. Ha lasciato il suo incarico dopo le primarie del partito nel novembre 2016. Deputato ed ex ministro.                                                                 |
|                 | Bernard Accoyer     | 29 novembre 2016 | 13 dicembre 2017 | Ex deputato ed ex Presidente dell'Assemblea nazionale. Nominato da François Fillon dopo la vittoria alle primarie presidenziali, ha guidato il partito fino al 10 dicembre 2017 e all'elezione del nuovo presidente. |
|                 | Annie Genevard      | 13 dicembre 2017 | 23 ottobre 2019  | Deputata eletta nella 5a circoscrizione del Doubs, vicina a François Fillon, è stata nominata da Laurent Wauquiez dopo la sua elezione a presidente del partito.                                                     |
| Bernard Accoyer | Aurélien Pradié     | 23 ottobre 2019  | 18 gennaio 2023  | Deputato del Lot, fu nominato da Christian Jacob dopo la sua elezione a presidente del partito. |
|                 | Annie Genevard      | 18 gennaio 2023  | 22 maggio 2025   | È stata nominata da Éric Ciotti dopo la sua elezione a presidente del partito. |
|                 | Othman Nasrou       | 22 maggio 2025   | in carica        | È stato nominato da Bruno Retailleau dopo la sua elezione a presidente del partito. |

### Tesorieri
| Ritratto | Tesoriere        | Mandato        | Mandato        | Note |
| -------- | ---------------- | -------------- | -------------- | --- |
|          | Daniel Fasquelle | 30 maggio 2015 | 22 maggio 2015 | Nominato tesoriere dell'UMP nel 2014 da Nicolas Sarkozy, ha mantenuto questo incarico anche quando sono stati creati i Repubblicani nel 2015. |
|          | Pierre Danon     | 22 maggio 2025 | in carica      | Fu nominato da Bruno Retailleau dopo la sua elezione a presidente del partito.                                                                |

## Nelle istituzioni

### Presidenti della Repubblica
- Nicolas Sarkozy (2007–2012)

### Primi ministri
- Jean-Pierre Raffarin (2002–2005)
- François Fillon (2007–2012)
- Michel Barnier (settembre 2024 – dicembre 2024)

### Presidenti del Senato
- Gérard Larcher (dal 2014)

### Presidenti dell'Assemblea nazionale
- Patrick Ollier (2007)
- Bernard Accoyer (2007–2012)

## Simboli

Logo dal 2015 al 2023
Logo dal 2023

## Risultati elettorali

### Elezioni presidenziali
| Anno | Candidato supportato | 1º Turno  | 1º Turno   | 2º Turno | 2º Turno |
| Anno | Candidato supportato | Voti      | %          | Voti     | %        |
| ---- | -------------------- | --------- | ---------- | -------- | -------- |
| 2017 | François Fillon      | 7 212 995 | 20,0 (3.°) |          |          |
| 2022 | Valérie Pécresse     | 1 679 001 | 4,8 (5.°)  |          |          |

### Elezioni legislative
| Anno | 1º Turno  | 1º Turno   | 1º Turno | 2º Turno  | 2º Turno   | 2º Turno | Seggi     | +/- | Status      |
| Anno | Voti      | %          | +/-      | Voti      | %          | +/-      | Seggi     | +/- | Status      |
| ---- | --------- | ---------- | -------- | --------- | ---------- | -------- | --------- | --- | ----------- |
| 2017 | 3 573 427 | 15,8 (2.°) |          | 4 040 203 | 22,2 (2.°) |          | 112 / 577 |     | Opposizione |
| 2022 | 2 370 440 | 10,4 (4.°) | 5,4      | 1 447 838 | 7,0 (4.°)  | 15,2     | 61 / 577  | 51  | Opposizione |
| 2024 | 2 106 166 | 6,6 (4.°)  | 3,8      | 1 474 650 | 5,4 (4.°)  | 1,6      | 47 / 577  | 14  | Governo     |

### Elezioni europee
| Anno | Voti      | %         | +/- | Seggi  | +/- |
| ---- | --------- | --------- | --- | ------ | --- |
| 2019 | 1 920 582 | 8,5 (4.º) |     | 8 / 74 |     |
| 2024 | 1 794 029 | 7,3 (5.º) | 1,2 | 6 / 81 | 2   |